# Іж (острів)

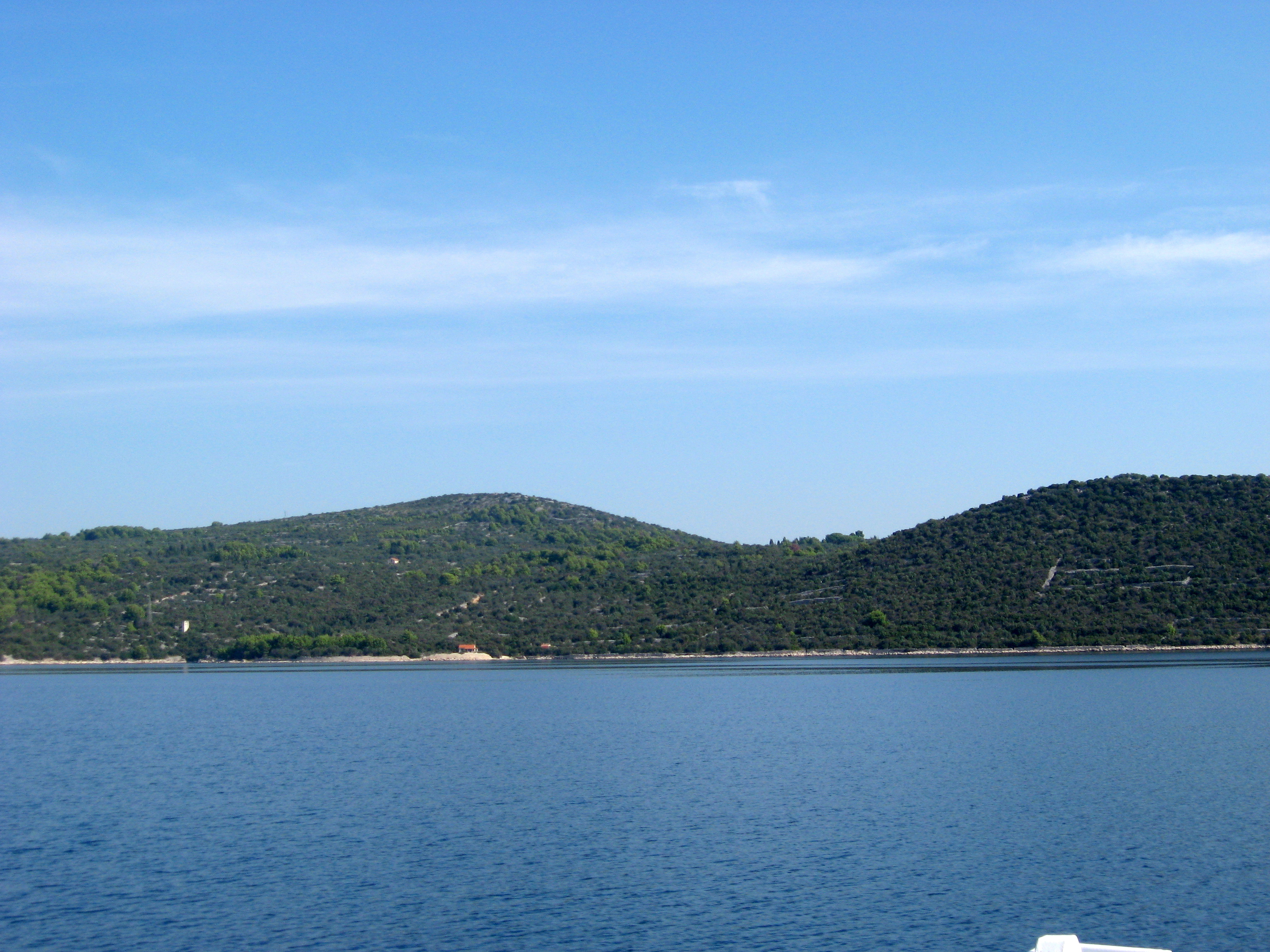
Узбережжя острова

Іж (хорв. Iž, італ. Eso) — острів в Адріатичному морі, в центральній частині Хорватії, на північний захід від міста Задар.
Площа острова — 17,59 км², населення — 557 чоловік (2001 р.). Найвища точка острова Іж — 168 м, довжина берегової лінії — 35,1 км. Острів складений вапняковими і доломітовими породами. Іж розташований в протоці між більшими островами Дугі-Оток (на заході) і Углян (на сході). Як і ці два острови, Іж має витягнуту з північного заходу на південний схід форму. Крім Іжа між Угляном і Дугі-Отоком розташований цілий ряд дрібніших островів, єдиний населений з них — Рава, найбільші з незаселених — Кнежак, Рутняк і Фулія.
Населення острова за даними перепису населення 2001 року становить 557 чоловік, проживає в кількох селищах, найбільші з яких Велі-Іж, Малі-Іж і Маковац. Острів був заселений з доісторичних часів, перші письмові свідчення про перших хорватських поселенців на Іжі датуються 1266 роком. Населення зайняте сільським господарством, рибальством і туристичним сервісом
Іж зв'язаний регулярними поромними рейсами з Задаром.